# Guignol
I Guignol sono una band punk blues italiana con una marcata venatura noir e d'autore.

## Storia del gruppo
I Guignol nascono nel 1999 a Milano, fondati da Pier Adduce, voce e chitarra, inizialmente col chitarrista Alberto De Marinis, e col batterista Andrea Dicò. Il trio diventa presto un quartetto con l'avvicendarsi di vari elementi al basso, alla chitarra, alle tastiere e alla batteria, partendo da Alessandro Zuccolotto a Giulio Sagone (al basso) fino a Stefano Caldonazzo ed Enrico Berton (alla batteria) e a Fabio Gallarati, ex Runi, alle chitarre e tastiere. Vari altri elementi hanno fatto parte della formazione dei Guignol in vari periodi della loro attività, dal vivo e in studio, da Francesco Campanozzi (ex Noa) a Paolo Perego (Noa, Amor Fou) a Giovanni Calella (Georgeanne Kalweit and the Spokes).
Esordiscono nel 2003 con l'Ep di quattro brani intitolato "Sirene", registrato a Torino presso il Minirec Studio con Toast Records.
Nel 2005 esce il primo album completo dal titolo “Guignol” e nel 2008 è la volta del secondo dal titolo “Rosa dalla faccia scura”, entrambi prodotti con GianCarlo Onorato ed entrambi per Lilium Produzioni.
Nel 2009 producono un Ep acustico, assieme allo studio Casa Medusa di Milano, dal titolo “Canzoni dal cortile”.
Nel 2010 pubblicano il terzo album, dal titolo “Una risata ci seppellirà”, prodotto dai Guignol stessi con Francesco Campanozzi e Paolo Perego dello Studio Casa Medusa di Milano.
Nel 2012 esce il quarto album dei Guignol, Addio Cane!, che è un viaggio-esplorazione nel “mezzo del cammin di nostra vita” anagrafica e artistica, tra gli effetti del pm10 e vaghe visioni oniriche, dalle periferie urbane come dai molti, possibili, luoghi della mente. “Addio cane!” è anche una sorta di commiato, la fine di un ciclo, attraverso anche alcune memorie personali, storiche e di gioventù, di fronte a un fragile presente e a una miope o strabica visione futura.
I Guignol ripartono nel 2014 con un nuovo ciclo, una band rinnovata e una nuova produzione, mantenendo però un filo ideale col passato recente, segnato dall'ultimo, Addio cane! (2012), capitolo finale di un sodalizio lungo 13 anni, 4 album, 2 EP, migliaia di Km percorsi, vita e cose condivise assieme.
Saldamente (si fa per dire) nelle mani di Pier Adduce, leader fondatore e ideatore di testi e musiche di quasi tutta la produzione del progetto, il nuovo "Ore Piccole" si avvale della nuova line-up che vede Enrico Berton ai tamburi, Stefano Fascioli al basso e Davide Scarpato alla chitarra e al violino elettrico e la produzione nuova di Giovanni Calella (già coi Guignol sul palco sporadicamente nel tour per il disco "Addio cane!"), musicista e arrangiatore/produttore artistico per progetti come Kalweit and The Spokes, Adam Carpet, Alessandro Grazian ecc.
2016 - È di febbraio 2016 il nuovo, sesto album dei Guignol "Abile Labile" (Atelier Sonique/Macramè Trame Comunicativa), frutto del lavoro di una band rinnovata e ritrovata e della produzione di Giovanni Calella.
2018 - "Porteremo gli stessi panni" - Atelier Sonique/Macramè Trame Comunicative
Trascorsi due anni da “Abile Labile”, il nuovo capitolo dei Guignol è “Porteremo gli stessi panni” (Atelier Sonique/Macramè Trame Comunicative - 2018), 7º album e titolo tratto da una poesia del poeta e grande attivista politico lucano Rocco Scotellaro (1923-1953), dai cui versi vengono tratti due dei brani contenuti nella tracklist: "Padre mio" e "Pozzanghera nera il 18 aprile", in aggiunta agli altri inediti a firma sempre di Pier Adduce e con la produzione ancora di Giovanni Calella del Diabolicus Studio.
Dario Marchetti, temporaneamente alla batteria, è l'autore delle tracce ritmiche presenti nel disco, mentre la nuova la line-up effettiva varia anche a questo giro, dove a Pier Adduce (voce, testi e chitarre) e Paolo Libutti (basso) si aggiungono Antonio Marinelli "il coda" alle chitarre elettriche, Michele Canali alla batteria, e Maurizio Boris Maiorano all'organo e al piano.

## Formazione
- Pier Adduce - voce, testi, chitarre, armonica
- Paolo Libutti - basso
- Antonio "Il Coda" Marinelli - chitarra elettrica
- Michele Canali - batteria
- Maurizio Boris Maiorano - piano/organo

## Discografia

### Album Studio
- 2005 - Guignol (Lilium Produzioni)
- 2008 - Rosa dalla faccia scura (Lilium Produzioni)
- 2010 - Una risata ci seppellirà (prodotto da Guignol con Casa Medusa, Tomato Records, Atelier Sonique)
- 2012 - Addio cane! (prodotto da Guignol con Automatic, Casa Medusa, Atelier Sonique)
- 2014 - Ore piccole (prodotto da Atelier Sonique)
- 2016 - Abile Labile (Atelier Sonique/Macramè Trame Comunicativa)
- 2018 - "Porteremo gli stessi panni" (Atelier Sonique/Macramè Trame Comunicative)

### Ep
- 2003 - Sirene (Toast Records)
- 2009 - Canzoni dal cortile (prodotto da Guignol con Casa Medusa)